# Infierno en el paraíso
Infierno en el paraíso é uma telenovela mexicana produzida por Carlos Sotomayor para Televisa e exibida entre 21 de junho e 22 de outubro de 1999.  
É um remake disfarçado da novela brasileira A Sucessora de Manoel Carlos, exibida pela TV Globo em 1978. 
Foi protagonizada por Alicia Machado e Juan Ferrara e antagonizada por Diana Bracho e Julieta Rosen.

## Sinopse
Alejandro Valdivia é um exitoso empresário dono de uma luxuosa fazenda chamada "El Paraíso" onde cultiva tabaco. Está casado com Fernanda, uma mulher tão charmosa como frívola a quem ama  profundamente.
Um dia ele descobre que ela foi infiel e decide confrontar. Fernanda tenta fugir, maso Alejandro enfurecido a persegue em seu carro, provocando um estranho acidente no que ela desaparece e a consideram  morta.
Mas adiante, atormentado pelo sentimento de culpa, Alejandro tenta suicidio sendo resgatado por Marián Ordales, uma moça muito mais jovem que ele pela qual se sentirá atraido.
Com ela decide refazer sua vida, mas as coisas não serão tão faceis quando se encontram diante da oposição de toda a familia de Alejandro. Especialmente a de sua irmã, Dariana que deseja ser a única herdeira da fortuna de Alejandro, e junto com seu filho, inventará intrigas para criar conflitos e se livrar de Marián.

## Elenco
- Juan Ferrara .... Alejandro  Valdivia
- Alicia Machado .... Marián Ordiales
- Diana Bracho .... Dariana Valdivia
- Itatí Cantoral .... Francesca Paoli Prado
- Héctor Suárez Gomis .... Ricardo Selma
- Magda Guzmán .... Nanda Prego
- Julieta Rosen .... Fernanda Prego de Valdivia
- Sergio Corona.... Padre Juan
- Julio Bracho .... Antonio Valdivia
- Rosa María Bianchi .... Dolores
- Arsenio Campos .... Santiago
- Silvia Derbez .... Angélica de Ordiales
- Elizabeth Aguilar .... Connie
- Gabriela Aponte
- Francisco Avendaño ....  Genaro
- Tony Bravo
- Roxana Castellanos .... Janet
- Sharis Cid .... Claudia
- Elsa Cárdenas ....  Elsa
- José Antonio Estrada
- Ángel Heredia
- Paco Ibáñez .... Frederico
- Israel Jaitovich .... Gerardo
- Archie Lafranco .... Paul Rivers
- Arturo Laphan .... Fermín
- Consuelo Mendiola .... Laura
- Aurora Molina .... Herminia
- Sebastian Moncayo .... Gustavo
- Mireya Moreno
- Dulce María ....  Dariana 'criança'
- Fernando Moya .... Pancho
- Ignacio Guadalupe .... Poncho
- María Prado.... Dona Mary
- Genoveva Pérez
- Elizabeth Rico
- María Roiz
- Felipe Ruiz
- Mariana Sánchez .... Lucina
- Alex Trillanes
- Rodolfo de Alejandre
- Paulina de Labra
- Rafael del Villar .... Juiz Francisco Villanueva
- Amparo Garrido .... Amparo
- Marco Uriel .... Dr. Hecto de la Puente
- Manola Diez .... Azela
- Alejandro Avila .... Felipe
- Martha Aline .... Cecilia
- Elia Domenzain .... Chela
- Marlene Favela .... Patricia

## Audiência
Obteve média geral de 22.2 pontos.